# Noriko Anno
Noriko Anno (阿武 教子 Anno Noriko; Fukue, 23 mei 1976) is een voormalig judoka uit Japan, die haar vaderland driemaal op rij vertegenwoordigde bij de Olympische Spelen: in 1996 (Atlanta), 2000 (Sydney) en 2004 (Athene). Bij dat laatste toernooi won Anno de gouden medaille in de klasse tot 78 kilogram (half-zwaargewicht). 

## Erelijst

### Olympische Spelen
- – 2004 Athene, Griekenland (– 78 kg)

### Wereldkampioenschappen
- – 1997 Parijs, Frankrijk (– 72 kg)
- – 2001 Birmingham, Verenigd Koninkrijk (– 78 kg)
- – 2001 München, Duitsland (– 78 kg)
- – 2003 Osaka, Japan (– 78 kg)

### Aziatische Spelen
- – 1994 Hiroshima, Japan (Open klasse)

### Universiade
- – 1995 Fukuoka, Japan (Open klasse)

1992: Kim Mi-jung ·
1996: Ulla Werbrouck ·
2000: Tang Lin ·
2004: Noriko Anno ·
2008: Yang Xiuli · 
2012: Kayla Harrison · 
2016: Kayla Harrison · 
2020: Shori Hamada · 
2024: Alice Bellandi